# Happy Xmas (album)
Happy Xmas je studiové album anglického zpěváka a kytaristy Erica Claptona. Vydáno bylo v říjnu roku 2018. Jde o jeho první album obsahující vánoční písně. Spolu s Claptonem desku produkoval jeho dlouholetý spolupracovník Simon Climie. Clapton je sám autorem kresby na obalu alba, na níž je zobrazen on sám jako Santa Claus. Píseň „Jingle Bells“ Clapton věnoval diskžokejovi Aviciimu, který v roce 2018 zemřel. Kromě třinácti neautorských písní, známých i méně známých, deska obsahuje jednu autorskou píseň – „For Love on Christmas Day“.

## Seznam skladeb
1. White Christmas
2. Away in a Manger (Once in Royal David’s City)
3. For Love on Christmas Day
4. Everyday Will Be Like a Holiday
5. Christmas Tears
6. Home for the Holidays
7. Jingle Bells (In Memory of Avicii)
8. Christmas in My Hometown
9. It’s Christmas
10. Sentimental Moments
11. Lonesome Christmas
12. Silent Night
13. Merry Christmas Baby
14. Have Yourself a Merry Little Christmas

## Obsazení
- Eric Clapton – zpěv, kytara
- Dirk Powell – akordeon
- Melia Clapton – doprovodné vokály
- Sharon White – doprovodné vokály
- Sophie Clapton – doprovodné vokály
- Paul Waller – programování bicích
- Jim Keltner – bicí
- Dirk Powell – housle
- Doyle Bramhall II – kytara
- Toby Walker – klávesy
- Walt Richmond – klávesy
- Tim Carmon – varhany
- Walt Richmond – klavír
- Simon Climie – klávesy, perkuse, programování